# Ivan Albright
Ivan le Lorraine Albright (Chicago, 20 febbraio 1897 – Woodstock, 18 novembre 1983) è stato un pittore statunitense.
Studiò architettura alla Northwestern University e frequentò negli anni '40 varie accademie artistiche.
La sua opera si colloca nel realismo magico, sicché descrisse con inquietante minuzia ogni singolo particolare, tanto da incutere nell'animo dell'osservatore un certo timore.